# Рёель, Виллем Фредерик
Виллем Фредерик Рёель (нидерл. Willem Frederik Röell, 25 октября 1767, Амстердам, графство Голландия — 3 января 1835, Амстердам) — барон, министр иностранных и внутренних дел Нидерландов.
Родился 25 октября 1767 года в Амстердаме. Служил на государственных должностях в Амстердаме. В 1795 году, из-за лояльности дому Оранских, вынужден был уйти в отставку. После Амьенского мира и воцарении на голландском троне Луи Бонапарта Рёель был назначен государственным секретарём. В 1807 году возглавил Министерство иностранных дел Голландии. В 1810 году вновь вышел в отставку и занялся торговлей.
После воцарения Виллема II Рёель был назначен министром внутренних дел Королевства Нидерланды, с 1817 года заседал в парламенте, причем в 1818—1819 годах был его председателем. Кроме того, с 1817 года он был канцлером ордена Нидерландского льва. 9 июля 1819 года получил баронский титул.
Скончался 3 января 1835 года в Амстердаме.
Среди прочих наград Рёель имел Орден Святого апостола Андрея Первозванного, пожалованный ему 25 сентября 1808 года российским императором Александром I.